# Sypialnia Wielkorządcy na Wawelu
Sypialnia Wielkorządcy – jedna z sal Zamku Królewskiego na Wawelu, wchodząca w skład Reprezentacyjnych Komnata Królewskich. Komnata zajmuje tzw. Apartamenty Wielkorządcy, zajmujące parter zamku. Kamienny portal gotycko-renesansowy, jak i modrzewiowy strop są oryginalnymi elementami tego pomieszczenia.
W sali znajduje się brukselski arras Dawid przed Samuelem, według tradycji pochodzący z kolekcji Zygmunta I Starego. Obraz Zwiastowanie pasterzom pędzla malarza weneckiego Francesca Bossano (ok. 1580 r.), drugi wenecki obraz Józef w więzieniu wykładający sny pędzla Antonia Zanchi (XVII w.). Późnorenesansowa kopia włoska rzeźby cesarza Karakali. Niemieckie meble pochodzą z przełomu XVI i XVII w.